# Мартинов Владлен Аркадійович
Владлен Аркадійович Мартинов (14 грудня 1929, Саратов — 17 березня 2008, Москва) — російський економіст, доктор економічних наук, професор, член-кореспондент АН СРСР (23.12.1987), академік РАН (31.03.1994, секція міжнародних відносин). Член ЦК КПРС у 1990—1991 роках.

## Життєпис
Народився 14 грудня 1929 року.
У 1952 році закінчив Ленінградський державний університет імені Жданова. Член КПРС з 1952 по 1991 рік.
У 1952—1955 роках — аспірант, у 1955—1957 роках — старший викладач Ленінградського інженерно-економічного інституту.
У 1957—1971 роках — молодший науковий співробітник, старший науковий співробітник, завідувач сектору, в 1971—1989 роках — заступник директора Інституту світової економіки і міжнародних відносин Академії наук СРСР.
У 1989—2000 роках — директор Інституту світової економіки і міжнародних відносин (ІМЕМО) Академії наук СРСР (Російської академії наук). Одночасно з 1989 по 2008 рік завідував кафедрою політекономічних проблем сучасного капіталізму (кафедрою політичної економії) економічного факультету Московського державного університету імені Ломоносова. Член Європейської академії наук, мистецтв і літератури.

## Основні твори
Керівник авторського колективу книги:
- Мир на рубеже тысячелетий (прогноз развития мировой экономики до 2015 г.) — М.: Новый век, 2001.

Редактор книги:
- Переходная экономика: теоретические аспекты, российские проблемы, мировой опыт. — М.: Экономика, 2005.

## Нагороди та відзнаки
- орден «За заслуги перед Вітчизною» IV ст. (Російська Федерація)
- Орден Жовтневої Революції
- Орден Трудового Червоного Прапора
- Лауреат Державної премії СРСР (1977)